# Андріївська сільська рада (Широківський район)
| Андріївська сільська рада — орган місцевого самоврядування у Широківському районі Дніпропетровської області з адміністративним центром у c. Андріївка. Сільській раді були підпорядковані населені пункти: - c. Андріївка - с. Веселий Став - с. Городуватка - с. Могилівка - с. Радевичеве |

## Склад ради
Рада складалася з 16 депутатів та голови.

## Керівний склад сільської ради
| ПІБ                       | Основні відомості                                                                     | Дата обрання | Дата звільнення |
| ------------------------- | ------------------------------------------------------------------------------------- | ------------ | --------------- |
| Свинаренко Вадим Іванович | Сільський голова, 1967 року народження, освіта, член народної партії                  | 26.03.2006   | 31.10.2010      |
| Свинаренко Вадим Іванович | Сільський голова, 1967 року народження, освіта середня загальна, член Партії регіонів | 31.10.2010   |                 |

Примітка: таблиця складена за даними джерела